# 拉馬山
78°4′S 163°42′E / 78.067°S 163.700°E
拉馬山（Mount Lama），是南極洲的山峰，位於維多利亞地的斯科特海岸，海拔高度超過800米，由威靈頓維多利亞大學的探險隊命名，現時由南極條約體系管理。